# Closteromerus bicolor
Closteromerus bicolor är en skalbaggsart som beskrevs av Karl Adlbauer 2002. Closteromerus bicolor ingår i släktet Closteromerus och familjen långhorningar.
Artens utbredningsområde är Kenya. Inga underarter finns listade i Catalogue of Life.